# 燕南街道
燕南街道是中国福建省三明市永安市下辖的一个街道。

## 行政区划
燕南街道共辖8个居委会、8个行政村，分别是：
太平社区、巴溪湾社区、南塔社区、龙岭社区、建南社区、益民社区、五四社区、马鞍社区、南郊村、茅坪村、永浆村、埔岭村、黄历村、桂口村、吉峰村和洛溪村。

## 交通
南龙铁路：永安南站。